# 상심정지
상심정지는 대한민국 경기도 양평군 양서면 대심리에 있다. 2009년 3월 6일 양평군의 향토유적 제44호로 지정되었다.

## 개요
조선 중기의 문인이자 학자인 서성(1588~1631)이 인조1년(1623)에 여생을 보내기 위해 양근강상에 ‘상심정’을 지었다고 전한다.

## 같이 보기
- 서성